# الثقبة
الثقبة هو أحد أقدم وأهم أحياء مدينة الخبر التي تتبع المنطقة الشرقية بالمملكة العربية السعودية. وذلك نظراً لموقعه واتساع مساحته فهو المدخل الرئيسي للخبر عبر طريق الظهران والقادم من شاطئ نصف القمر ويربط الخبر بمملكة البحرين ومدينتي الدمام والظهران ويوجد به أكثر المراكز والمحلات التجارية. عدد سكانه 238 ألف نسمة حسب إحصاء عام 2010، وكان يبلغ عدد سكانه سابقاً في 2004 حوالي 192 ألف نسمة. ويتبع الثقبة حي صناعية الثقبة وحي البايونية الذي هو جزء من الثقبة ويرجع تسمية البايونية إلى التاجر ابن بايوني. أُنشِئ على يد أرامكو السعودية في بداية الخمسينات الميلادية.

## سبب التسمية
استمد حي الثقبة اسمه قديمًا من منبع مياه كان مصدرها شقًا صغيرًا عُرف باسم الثقب وكان الناس ينسب مكان إقامتهم إلى هذا الثقب وأصبح حي الثقبة علما معروفا في المنطقة الشرقية.

## الإدارات الحكومية بالثقبة
- مركز شرطة الثقبة
- إدارة مرور محافظة الخبر
- إدارة السجن العام بمحافظة الخبر
- إدارة التربية والتعليم للبنين بمحافظة الخبر
- فرع هيئة الامر بالمعروف والنهي عن المنكر بحي الثقبة
- جمعية مبرة الإحسان الخيرية بمحافظة الخبر
- إدارة البريد السعودي بمحافظة الخبر
- بلدية محافظة الخبر
- إدارة الاتصالات السعودية بمحافظة الخبر

## المستشفيات والمستوصفات
- مركز صحي ابن النفيس (حكومي)
- مركز صحي ابن حيان (حكومي)
- مركز صحي البايونيه (حكومي)
- مستشفى محمد الدوسري
- مستشفى اليوسف
- مجمع الجزيرة الطبي
- مستوصف الهلال الفضي
- مستوصف الخبر الوطني

## المجمعات والأسواق
- مجمع فنيسيا مول
- مجمع أبراج الدوسري
- مجمع الحصن
- مجمع ابن جمعة التجاري
- مجمع سوق النساء الشعبي
- مجمع جوهره الثقبة
- سوق الثقبة
- سوق الكويت
- سوق الذهب
- أسواق المزرعة 9
- سوق المواد الغذائية والبلاستيك
- سوق الخضار والفواكه واللحوم المركزي
- سوق المواشي ويضم كذلك مسلخ الخبر
- سوق حراج الخبر

## الشوارع الرئيسية
- طريق الملك عبد الله بن عبد العزيز آل سعود الظهران سابقا
- طريق الملك خالد بن عبد العزيز آل سعود الجزائر سابقًا
- شارع مكة
- شارع الرياض
- الشارع الرابع
- الشارع العاشر
- الشارع الخامس عشر
- الشارع العشرون
- الشارع الخامس والعشرون
- الشارع الثلاثون
- شوارع رابغ وينبع وجدة والمدينة المنورة وهي منطقة السوق المركزية بالحي
- طريق الملك فهد بن عبد العزيز آل سعود
- شارع الخبر

## النشاط الرياضي
نادي الثقبة الرياضي
أُسِّس عام 1393 هـ وتوجد به حاليًا الألعاب التالية:
- كرة قدم
- كرة سلة
- تنس الطاولة
- التنس الأرضي (في الدرجة الممتازة)
- لعبة التايكوندو

أبرز الإنجازات والاعبين:
- حاز على بطولة المملكة للتنس ثلاث مرات
- أشهر اللاعبين اللاعب الدولي للتنس الوليد الصياح ابن رئيس النادي الحالي خالد الصياح

واخرج حي الثقبة العديد من الاعبين المعروفين:
- لاعب نادي القادسية والاتحاد والهلال والشباب سابقا ومدير الكرة بنادي الهلال السعودي حاليا الدولي سعود كريري
- لاعب نادي القادسية والأهلي سابقًا الدولي فوزي الشهري
- لاعب نادي القادسية سابقًا بندر الخالدي
- لاعب نادي القادسية سابقًا محسن الشهري
- لاعب نادي القادسية والشباب والاتفاق سابقًا فهد الدوسري
- حارس نادي الاتفاق والهلال والوطني سابقًا ظافر البيشي
- لاعب نادي القادسية سابقًا محمد الفرحان
- حارس نادي الاتفاق سابقًا فؤاد المقهوي
- لاعب نادي المحرق ومنتخب البحرين سابقًا هشام عبد الله البلوشي